# Smeringopina beninensis
Smeringopina beninensis is een spinnensoort uit de familie trilspinnen (Pholcidae). De soort komt voor in Benin en is de typesoort van het geslacht Smeringopina.